# Tokyo Mirage Sessions ♯FE
Tokyo Mirage Sessions ♯FE (幻影異聞録♯FE?, Genei Ibunroku ♯FE) è un videogioco di ruolo del 2015 sviluppato da Atlus e pubblicato da Nintendo per Wii U e successivamente una versione migliorata per Nintendo Switch chiamata Tokyo Mirage Sessions #FE Encore (Genei Ibunroku ♯FE Encore).
Trattasi di un crossover tra le serie Fire Emblem e Shin Megami Tensei.

## Trama
Nel flashback  iniziale, durante il concerto della giovane popstar Ayaha Oribe, sia lei che la sua orchestra ed il pubblico di spettatori spariscono nel nulla e l'unica a salvarsi è Tsubasa, la sua sorellina. Cinque anni dopo, Tsubasa, ormai diciottenne, vuole diventare una popstar come sua sorella e partecipa ad un concorso. Lì incontrerà i suoi compagni di scuola Itsuki Aoi (il protagonista) e Touma Akagi. L'inquietante fenomeno si ripete anche questa volta e i protagonisti sprofondano nell'Idolasphere, una dimensione parallela popolata dai Mirage, creature simili a spettri che possono assorbile il Performa degli esseri umani, cioè la loro energia creativa. Itsuki e Tsubasa scoprono di essere Mirage Master e dopo essere stati salvati da Touma scopriranno che anche quest'ultimo è a sua volta un Mirage Master. Verranno quindi partati da Touma alla Fortuna Entertainment, agenzia pubblicitaria che si serve dei Mirage Masters, cioè persone dotate di una Perfoma talmente forte da permettergli di allearsi con un Mirage, per combattere la minaccia dell'Idolasphere.

## Modalità di gioco
Tokyo Mirage Sessions#FE è un videogioco di ruolo che mescola le meccaniche di gioco e i sistemi di combattimento di Shin Megami Tensei con quelli di Fire Emblem. Le meccaniche di gioco si basano su Shin Megami Tensei, infatti le battaglie sono a turni e le abilità sono le stesse di SMT e Persona. Il triangolo delle armi è basato invece su Fire Emblem, che permette di sapere quale arma sia più adatta in base ai punti deboli dei nemici.